# Longin (Tałypin)
Longin, imię świeckie Jurij Władimirowicz Tałypin (ur. 17 lutego 1946 w Helsinkach, zm. 25 sierpnia 2014 w Düsseldorfie) – rosyjski biskup prawosławny.

## Życiorys
Dzieciństwo i młodość spędził w Finlandii. Jego rodzice, Władimir Tałypin i Tatiana Jakowlewa, należeli do białych emigrantów rosyjskich. Miał starszego brata Lwa.
11 kwietnia 1969 złożył wieczyste śluby zakonne, 13 kwietnia tego samego roku został hierodiakonem, zaś 18 maja – hieromnichem. Od 1969 służył w parafii Opieki Matki Bożej w Helsinkach, jednej z kilku wspólnot prawosławnych w Finlandii, jakie pozostają w jurysdykcji Rosyjskiego Kościoła Prawosławnego. W trybie zaocznym ukończył seminarium duchowne, a następnie Akademię Duchowną w Leningradzie (odpowiednio w 1969 i 1974). Przed przyjęciem święceń pracował w ambasadzie japońskiej w Finlandii.
W 1979 wyjechał do Niemiec, gdzie został dziekanem parafii eparchii düsseldorfskiej. Jego wyjazd do Niemiec związany był z faktem, że władze niemieckie nie chciały przekazać zarządu parafii żadnemu duchownemu-obywatelowi Związku Radzieckiego (mnich Longin był obywatelem Finlandii). 3 grudnia tego samego roku otrzymał godność archimandryty. 6 października 1981 został nominowany na biskupa düsseldorfskiego. Chirotonia biskupia miała miejsce 11 października, zaś jako konsekratorzy wzięli w niej udział metropolici miński i słucki Filaret, niemiecki Augustyn (z Patriarchatu Konstantynopolitańskiego), arcybiskupi berliński Melchizedek oraz wołogodzki i wielkoustiuski Michał, biskupi Laurenty (Trifunović) (Serbski Kościół Prawosławny) oraz ufijski i stierlitamacki Anatol.
Był uczestnikiem prac Światowej Rady Kościołów.
W 1989 otrzymał godność arcybiskupa. Pozostając w Niemczech jako proboszcz stauropigialnej parafii Opieki Matki Bożej w Düsseldorfie, otrzymał tytuł arcybiskupa klińskiego, wikariusza eparchii moskiewskiej. Od lutego 1995 do śmierci przewodniczył Przedstawicielstwu Rosyjskiego Kościoła Prawosławnego w Niemczech. Przyczynił się do utworzenia parafii Patriarchatu Moskiewskiego w Danii i na Islandii. Zmarł w 2014 i został pochowany na cmentarzu miejskim w Bonn po liturgii pogrzebowej w miejscowym katolickim kościele św. Sebastiana (udostępnionym prawosławnym do celów liturgicznych) odprawionej przez metropolitę wołokołamskiego Hilariona.